# DR-Baureihe 230
Die Lokomotiven der Baureihe 230 (ab 1992: Baureihe 180) sind elektrische Lokomotiven der Deutschen Reichsbahn (DR), die als Zweisystemlokomotiven für den grenzüberschreitenden Verkehr auf der Bahnstrecke Děčín–Dresden entwickelt wurden. Weitgehend baugleiche Lokomotiven beschafften die Tschechoslowakischen Staatsbahnen (ČSD) als Baureihe 372. 
Wegen ihrer tschechoslowakischen Herkunft erhielten die Lokomotiven in Deutschland den Spitznamen Knödelpresse. In Tschechien sind die Lokomotiven hingegen als Bastard bekannt. 

## Geschichte

### Ausgangssituation
Mitte der 1970er Jahre ließ die Deutsche Reichsbahn die traditionell stark belastete Elbtalstrecke von Dresden bis Schöna zur Erhöhung der Leistungsfähigkeit mit der in Deutschland üblichen Einphasenwechselspannung von 15 kV bei 16 2⁄3 Hz elektrifizieren. Die Tschechoslowakischen Staatsbahnen (ČSD) elektrifizierten dagegen ihren Streckenabschnitt Děčín hl. n.–Dolní Žleb mit der im Norden der Tschechoslowakei genutzten Gleichspannung von 3 kV. Der Grenzstreckenabschnitt zwischen den Bahnhöfen Bad Schandau und Děčín musste vorerst weiter mit Diesellokomotiven überbrückt werden, was auf Grund der weiter steigenden Belastung der Strecke kein Dauerzustand sein konnte.

### Zweisystemlokomotive
Die sinnvollste Lösung bestand in der gemeinsamen Beschaffung von elektrischen Zweisystemlokomotiven durch beide Bahnverwaltungen. Als Hersteller kamen auf deutscher Seite nur die Lokomotivbau Elektrotechnischen Werke „Hans Beimler“ Hennigsdorf (LEW) und auf tschechischer Seite Škoda in Pilsen in Frage. Da bei LEW zum damaligen Zeitpunkt keine freien Kapazitäten für die Entwicklung und Fertigung einer solchen Lokomotive vorhanden waren, ging der Auftrag an Škoda.
Die Maschinen erhielten den Lokomotivkasten der zweiten Generation elektrischer Lokomotiven von Škoda, während die elektrische Ausrüstung mit einer klassischen Serien-Parallelschaltung dem veralteten technischen Stand der ersten Generation entsprach. Aus diesem Grund wurden die Lokomotiven in Tschechien allgemein als Bastard bezeichnet. Im Gegensatz dazu hatten die bereits vorher in Serie gebauten Lokomotiven der ČSD-Baureihe ES 499.1 und ihre Ableitungen bereits eine zeitgemäße Phasenanschnittsteuerung auf der Basis von Leistungselektronik.
Wichtige Komponenten des Wechselstromteils der Fahrzeuge sollten aus der DDR zugeliefert werden, da Škoda keine Erfahrungen mit dem 15-kV-System hatte. 1988 wurde je ein Prototyp an beide Bahnen ausgeliefert, die 230 001 für die DR und die 372 001 für die ČSD. Im Anschluss an das ausgiebige Erprobungsprogramm erfolgte dann ab 1991 die Lieferung von 19 weiteren Lokomotiven an die DR und 14 Stück an die ČSD.

### Teilweiser Umbau für 160 km/h
Mit dem Ausbau der Strecke Dresden–Berlin für 160 km/h war die Baureihe 180 mit ihrer Höchstgeschwindigkeit von 120 km/h im hochwertigen Reisezugverkehr nicht mehr dort einsetzbar. Zudem war auch in Tschechien der Ausbau der Bahnstrecke Praha–Děčín für 160 km/h in Planung. Beide Bahnverwaltungen prüften daher eine Geschwindigkeitssteigerung. Die Drehgestelle waren konstruktiv für 200 km/h zugelassen. Die ČD bauten schließlich sechs Lokomotiven für 160 km/h um und gaben ihnen die neue Reihenbezeichnung 371, während die DB lediglich die 180 001 umrüsten ließ.

### Einsatz
Neben der von Anfang an vorgesehenen Nutzung im grenzüberschreitenden Verkehr zwischen Dresden und Děčín wurden die deutschen Lokomotiven ab 1992 auch zwischen Berlin und Rzepin in Polen eingesetzt. Zwischen Deutschland und Tschechien übernahmen die Lokomotiven nicht nur den hochwertigen Fern-, sondern auch den Güterverkehr. Die Lokomotiven der beiden Eisenbahnverwaltungen wurden so eingesetzt, dass die Kilometerleistung in etwa gleich war und keine Ausgleichszahlungen erforderlich waren.

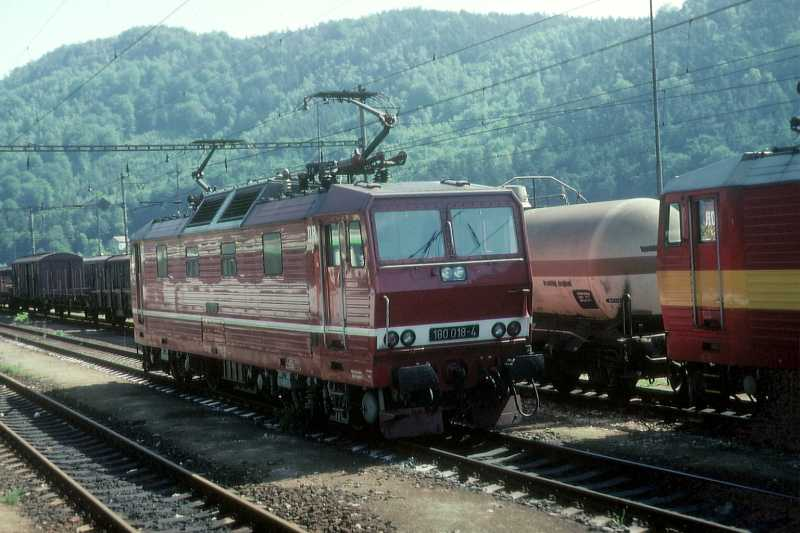
180 018 der DR bei Bad Schandau, 1993
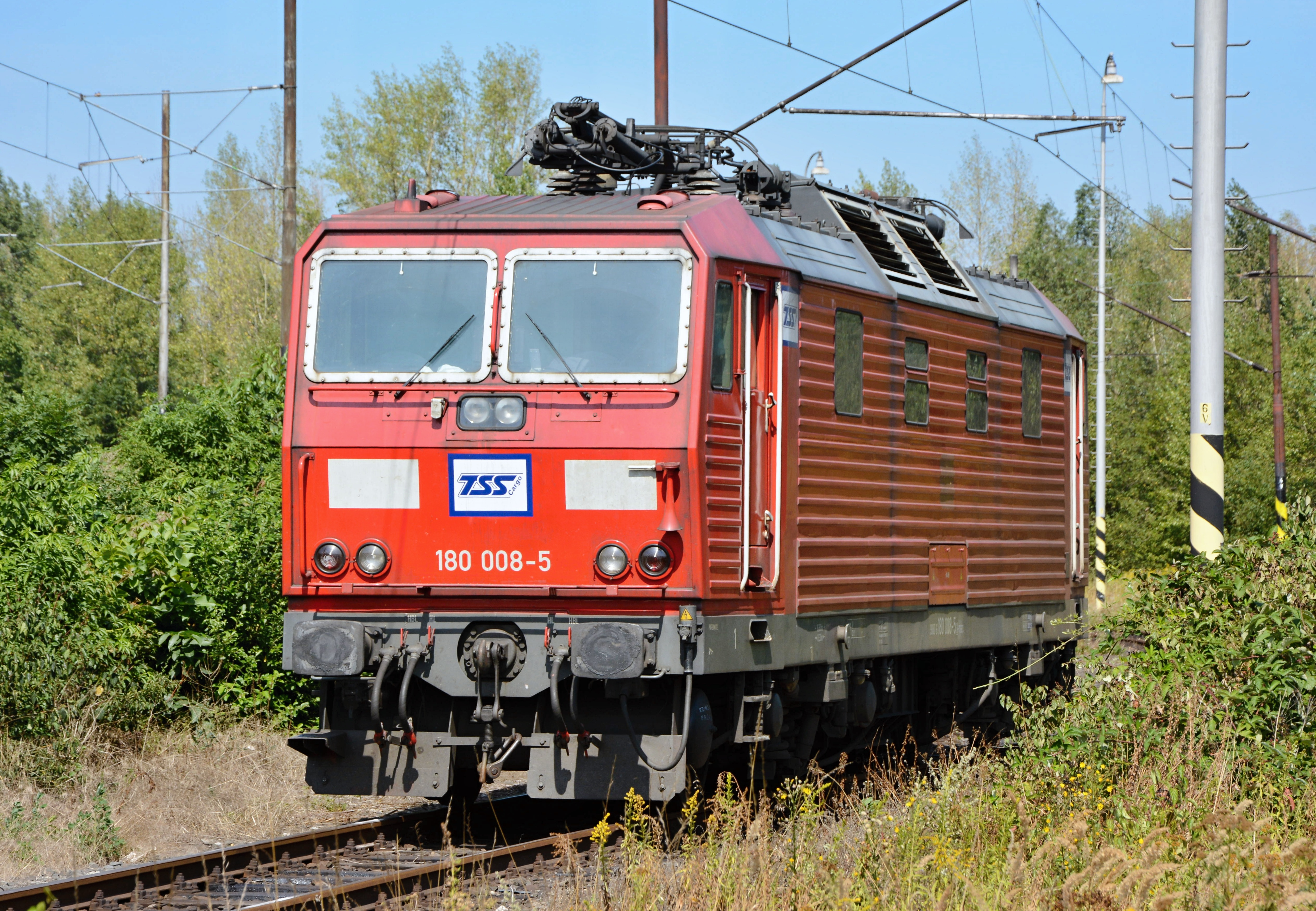
TSS 180 008 in Ostrava
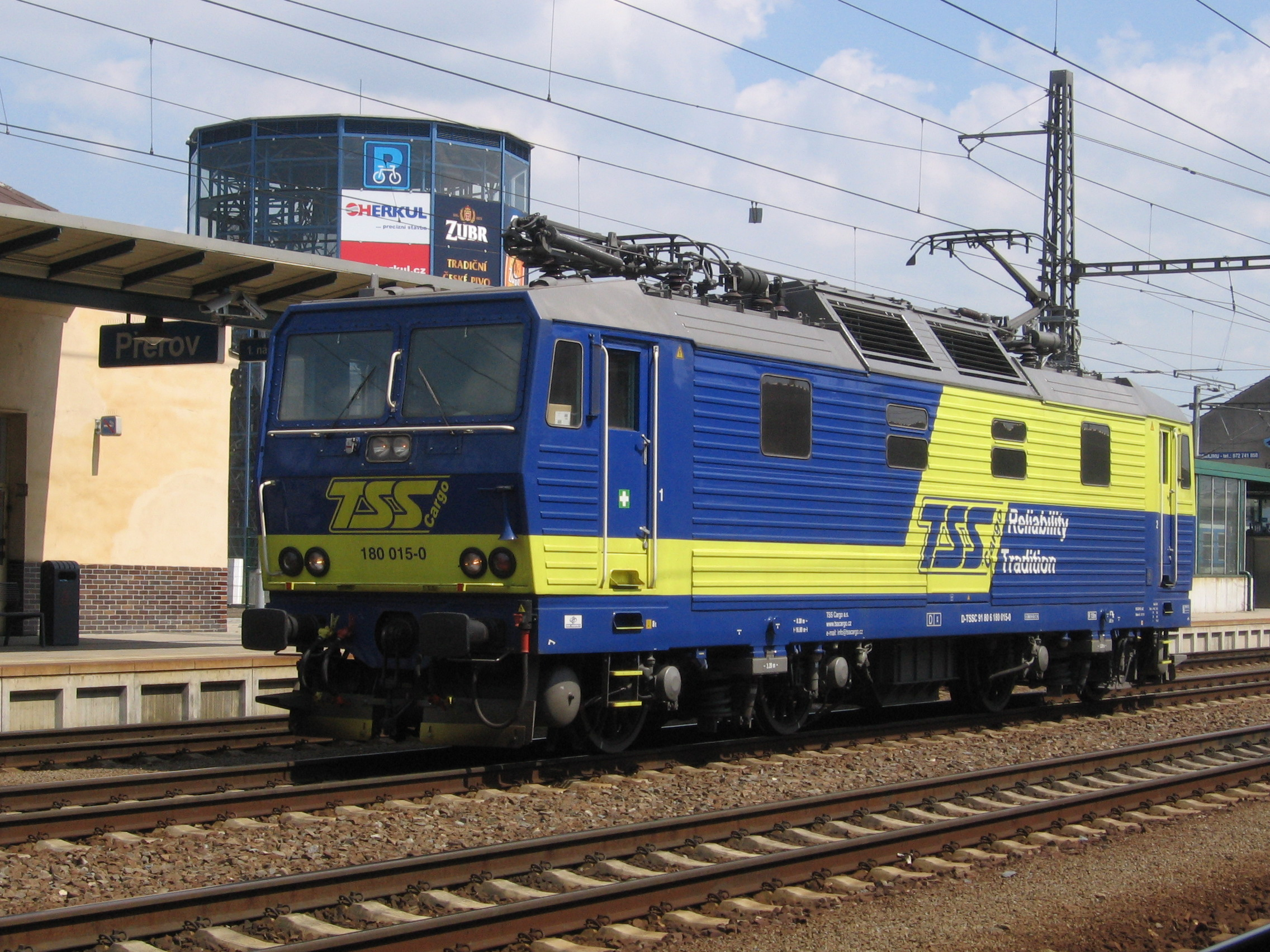
TSS 180 015 in Přerov
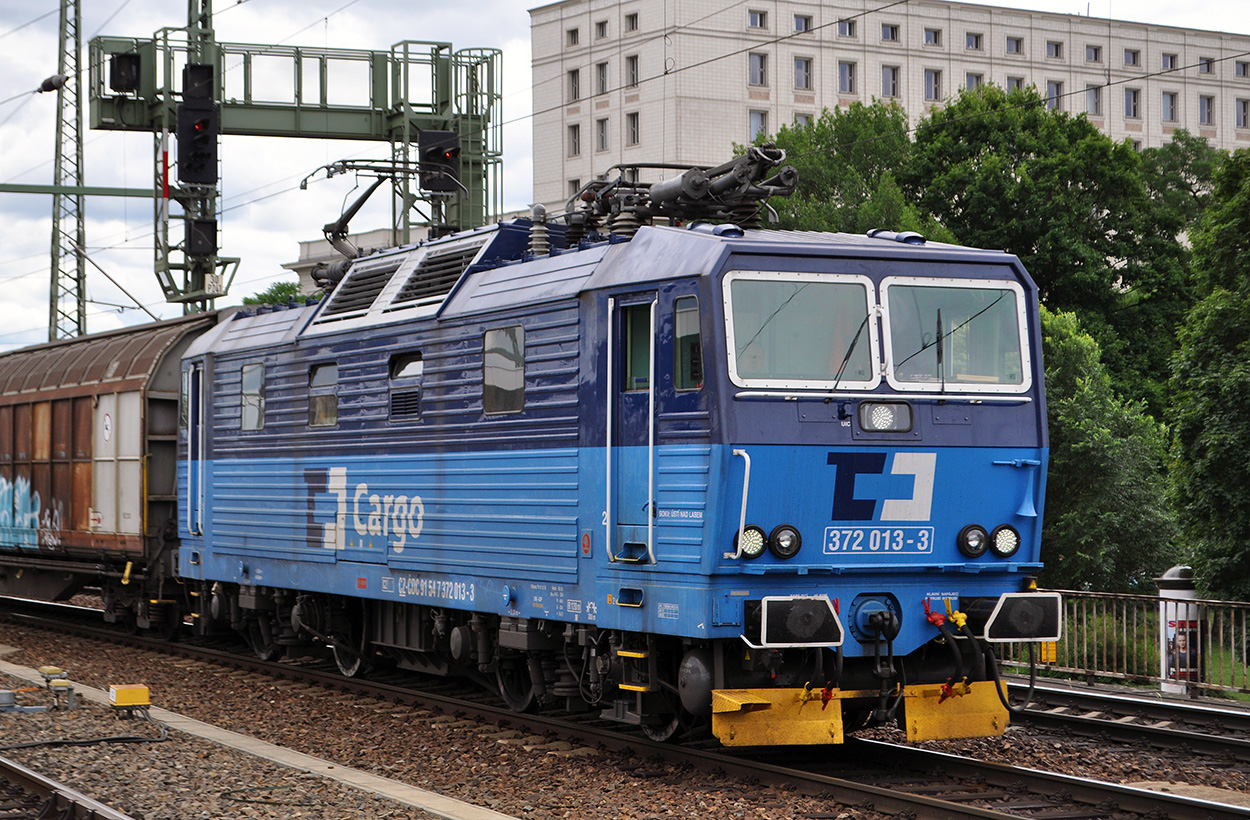
Güterzug mit der 372 013, Betriebszustand 2017 in Dresden Hauptbahnhof
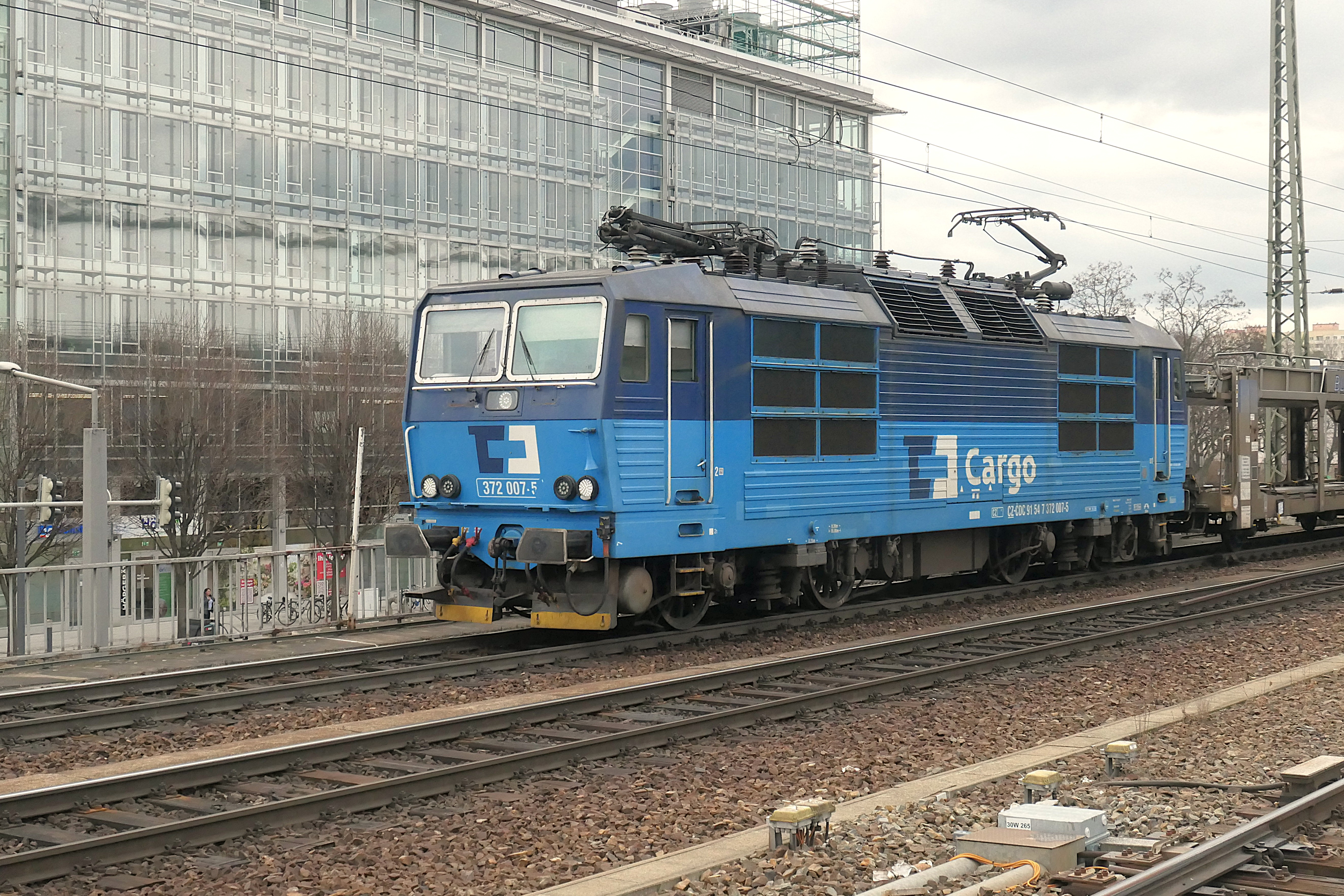
Güterzug nach Mladá Boleslav in Dresden Hauptbahnhof, 372 007 mit der Lüfterseite (2025)

#### DB
Bei Railion begann mit der Zulassung der Baureihe 189 in Tschechien die schrittweise Ausmusterung. Als erste wurde im Oktober 2002 die für 160 km/h ertüchtigte 180 001 von einer notwendigen Hauptuntersuchung zurückgestellt. 2003 wurde diese als Ausgleich für einen Unfallschaden einer tschechischen 372 an die ČD abgegeben und dort mit der neuen Betriebsnummer 371 201 wieder in Betrieb genommen.
Nachdem noch Anfang 2014 die zwei Lokomotiven 180 006 und 011 eine Hauptuntersuchung erhielten, schieden kurze Zeit danach alle Lokomotiven aus dem Dienst bei DB Schenker Rail Deutschland aus. 14 Lokomotiven wurden vom Gleisbauunternehmen TSS Cargo a.s. mit Sitz in Ostrava-Přívoz erworben. Geplant war, diese Lokomotiven privaten EVU zur Verfügung zu stellen und wieder für den grenzüberschreitenden Verkehr zu nutzen. Dafür wurden mehrere Loks umfassend aufgearbeitet und auf dem Eisenbahnversuchsring Velim getestet. Nach einigen Einsätzen, bei denen die Maschinen bis nach Bremen gelangten, wurden sie jedoch wieder abgestellt. In Deutschland verblieb lediglich die 180 014, sie wird museal vom Thüringer Eisenbahnverein in Weimar erhalten. Am 3. Mai 2025 wurde auch die 371 201 der ČD, die ehemalige 180 001 der DB mit der 232 701 des BBG und einem Schutzwagen nach Weimar überführt. Der Verein erhielt sie nach acht Monaten Verhandlung mit den ČD als Ausstellungsstück. Damit befinden sich zwei Lokomotiven der Baureihe 180 (DR 230) in Obhut des Vereins. Dadurch sind zwei Lokomotiven dieser Baureihe museal in Deutschland erhalten. Die Umlackierung der Lokomotive in den Auslieferungszustand ist geplant.

#### ČD Cargo
Die Maschinen der Baureihe 372 gehören seit 2007 zum Einsatzbestand des tschechischen Eisenbahnverkehrsunternehmens ČD Cargo und sind im Depot Ústí beheimatet. Mit der Einführung der Reihe 383 gingen ab 2016 die Transportleistungen zurück. Nach der Indienststellung von Lokomotiven der Reihe 388 wurden die Lokomotiven ab 2021 fast vollständig aus dem Einsatz im grenzüberschreitenden Verkehr verdrängt.
Sie kommen jedoch immer noch mit Güterzügen von Děčín nach Bad Schandau zum Einsatz, vereinzelt auch mit Autozügen nach Falkenberg oder mit Zügen nach Halle (Saale). Sie werden nun hauptsächlich im nationalen Verkehr von Děčín und Ústí aus eingesetzt, als Ersatz der Reihen 122 und 123.

## Konstruktion
Der Fahrzeugteil der Lokomotiven entstammt einem Baukastensystem von elektrischen Lokomotiven, die Škoda bereits seit 20 Jahren baute. Neben der typischen Kastenform erklären sich so auch die ansonsten in Deutschland unüblichen Speichenräder. Sie werden lediglich einseitig mit Klotzbremsen abgebremst und über zweistufig mit Schraubenfedern und hydraulischen Schwingungsdämpfern gefederte Zylinderrollenlager im Drehgestell geführt. Die Übertragung der Zug- und Bremskräfte erfolgt über tiefangelenkte Drehzapfen.

### Gleichstromteil
Wie bei klassischen Zweisystemlokomotiven üblich, sind die Maschinen der Baureihe 180 technisch als Gleichstromlokomotiven ausgelegt; bei Fahrten im Gleichspannungsnetz brauchen sie keinen Transformator und keine nachgeschalteten Gleichrichter, stattdessen werden die Fahrmotoren mit Hilfe von Anfahrwiderständen sowie Reihen- und Parallelschaltung und Feldschwächung in Leistung und Drehzahl geregelt. Die beiden Fahrmotoren eines Drehgestells sind, wie bei Direktmotorlokomotiven für 3 kV allgemein üblich, dauernd in Reihe geschaltet. Durch Kombination der genannten Regelelemente ergeben sich 46 Fahr- sowie 5 Feldschwächungsstufen, die sich jeweils in den Fahrstufen 28 und 47 zuschalten lassen. Diese beiden Fahrstufen sind zugleich die wirtschaftlichsten, da die bis dahin vorgeschalteten Fahrwiderstände vollständig überbrückt sind. In den Fahrstufen 29 und 30 erfolgt der Übergang von der Reihen- zur Parallelschaltung der Fahrmotoren. Die Fahrstufe 1 dient lediglich der Vorbereitung, es erfolgt noch kein Zugkraftaufbau.

### Wechselstromteil
Wenn in der Fahrleitung 15 Kilovolt bei 16,7 Hertz Wechselspannung anliegt, wird die Spannung zunächst im unterflur liegenden Haupttransformator auf 2113 V heruntertransformiert und anschließend mit Hilfe von Brückengleichrichtern und Glättungsdrosseln gleichgerichtet. Die Umschaltung zwischen Gleich- und Wechselstromsystem erfolgt durch Wahl des entsprechenden Hauptschalters. Die Lokomotiven besitzen je einen Gleichstrom- und einen Wechselstrom-Hauptschalter, die beide so gebaut sind, dass jeweils nur der »richtige« eingeschaltet ist. Bei der Systemumschaltung wird außerdem die Anpresskraft der Stromabnehmer angepasst, da sie im Gleichstrombetrieb höher sein muss als im Wechselstrombetrieb. Die Einholm-Stromabnehmer entstammen einer Škoda-Standardbauart und hatten ursprünglich je vier Kohleschleifstücke. Nachträglich wurden sie auf je zwei einzeln abgefederte Schleifleisten umgebaut.

### Sonstige Ausstattung
Die Lokomotiven verfügen über eine fahrleitungsunabhängige elektrische Widerstandsbremse.
Alle Maschinen der Reihen 180 und 372 besitzen die fahrzeugseitigen Einrichtungen für die punktförmige Zugbeeinflussung in beiden Ländern. In Deutschland ist dies die PZ80R, in Tschechien ein System mit dem Namen VZ. Dazu kommen noch eine Sicherheitsfahrschaltung und Zugfunk-Geräte. Die sonstige Ausrüstung der Loks liegt im Verantwortungsbereich der jeweiligen Bahngesellschaft. Die Batterie- und Steuerspannung beträgt 48 Volt. Auch die Druckluftbremse entspricht landestypischen Gepflogenheiten, die tschechischen Maschinen laufen mit Dako-Bremse DK-GP-E m.Z.